# Heliodora Salvador Font
Heliodora Salvador Font (Vilanova i la Geltrú, 8 de maig de 1857 - Sant Adrià del Besós, 6 de setembre de 1934) fou una actriu vilanovina que ocupà els primers papers de l'escena catalana com a tiple còmica que combinà les actuacions en sarsueles, operes bufes, operetes picaresques i obres teatrals.
Fou filla de Secundino Salvador, natural de Melgar (Burgos) i de la vilanovina Magdalena Font. De jove ajudà a la seva mare a les tasques de teixidora a la fàbrica de la Rambla de Vilanova i la Geltrú, per això se la conegué popularment com 'La Teixidora'.
Actriu professional que sorgí d'un grup local d'aficionats on hi començà de molt jove. Per les seves dots interpretatives Josep Verdú Feliu la protegí per tal que s'hi dediqués professionalment. Va estudiar teatre i música, sent deixeble de Josep Rodoreda. Debutà el 1882 al teatre Tívoli de Barcelona, amb la sarsuela El grumete d'Antonio García Gutierrez, música d'Emílio Arrieta; treballà sis temporades entre aquest teatre i el Novetats, a les ordres de l'empresari Joan Elies. Aquell mateix any apareix esmentada com a Eliodora Salvadores a la publicació del Registro teatral de artistas españoles, ó sea, el catálogo más aproximado de las diferentes agrupaciones que constituyen el arte escénico-nacional en el presente siglo a la llista d'artistes dramàtics catalans, primeres tiples, contralts.
Va representar diverses obres i estrenà, entre d'altres, els títols de La Mascota i Boccaccio. El 14 de març de 1885 representà el paper central de l'estrena al teatre Español de Barcelona de l'òpera bufa Don Juanitu, original de Verdú, paròdia de l'opereta italiana Donna Juanita. També va interpretar títols populars de sarsuela com El reloj de Lucerna, Buenas Noches, Señor Don Simón, Los Madgiares i Mascota, entre d'altres. Al teatre El Dorado va representar desenes de vegades l'obra Al agua patos. Va interpretar obres en català com La Guardiola, De la terra al sol, De Sant Pol al Pol Nord i Robinson Petit i en castellà Los sobrinos del Capitan Grant, La Gran Via, Miss Hellyet i Man zell Nitouche. Actuà al costat de destacades figures com Josepa Mateu, Anita Debezzi, Bernarda Viada, Francesc Puig, Soler Catarineu, Francesc Miró, Antoni Palà i Sebastià Valldeperas. Treballà als teatres de la seva ciutat natal, de Catalunya i a diversos teatres de la península i en alguna ocasió a l'estranger.